# Cratere De Forest
De Forest è un cratere lunare di 56,26 km situato nella parte sud-orientale della faccia nascosta della Luna, a ovest dell grande cratere Zeeman e a sud del cratere Numerov. Per la sua vicinanza al polo sud lunare, viene sempre illuminato in modo obliquo.
È una formazione relativamente giovane e non è stato significativamente eroso da impatti successivi. Il bordo è affilato, ma talvolta irregolare con un piccolo terrapieno all'esterno. L'ampio bordo interno presenta numerosi terrazzamenti e segni di frane nelle parti più alte. Al centro dell'irregolare pianoro interno si trova un picco centrale relativamente ampio.
Il cratere è dedicato allo scienziato e inventore statunitense Lee De Forest.

## Crateri correlati
Alcuni crateri minori situati in prossimità di De Forest sono convenzionalmente identificati, sulle mappe lunari, attraverso una lettera associata al nome.
| De Forest | Coordinate             | Diametro (in km) |
| --------- | ---------------------- | ---------------- |
| N         | 79°10′12″S 165°45′36″W | 40,09            |
| P         | 79°43′48″S 176°55′12″W | 19,47            |